# Xã Baytown, Quận Washington, Minnesota
Xã Baytown (tiếng Anh: Baytown Township) là một xã thuộc quận Washington, tiểu bang Minnesota, Hoa Kỳ. Năm 2010, dân số của xã này là 1.723 người.